# Janny en Lien Brilleslijperbrug
Janny en Lien Brilleslijperbrug (brug 253) is een vaste brug in Amsterdam-Centrum.
De brug ligt in de zuidelijke kade van de Nieuwe Prinsengracht en overspant de Onbekendegracht. De gemeente Amsterdam liet hier in de periode 1899/1900 twee nieuwe bruggen bouwen, deze en de diamantbewerkersbrug (brug 252). Het gehele terrein aan de achterzijde van waar nu Theater Carré staat, werd toen opnieuw ingericht met demping van stukken gracht aan toe. Dit was in verband met het vertrek van de stadstimmertuinen/houttuinen. De planning daartoe dateerde al vanaf 1892. Conform de mode in die tijd werd het een ijzeren liggerbrug, die in de jaren vijftig “lelijk” werd gevonden. De brug is in 1951 (aanbesteding 18 november 1951) grondig gerenoveerd, waarbij het brugdek en de gehele brug verbreed werden. Opvallend aan de brug zijn de getordeerde balusters, alsmede de aansluitingen tussen delen van de leuningen/balustraden.
Op 21 juni 2022 besloot de gemeente Amsterdam te vernoemen naar zusters Janny en Lien Brilleslijper.

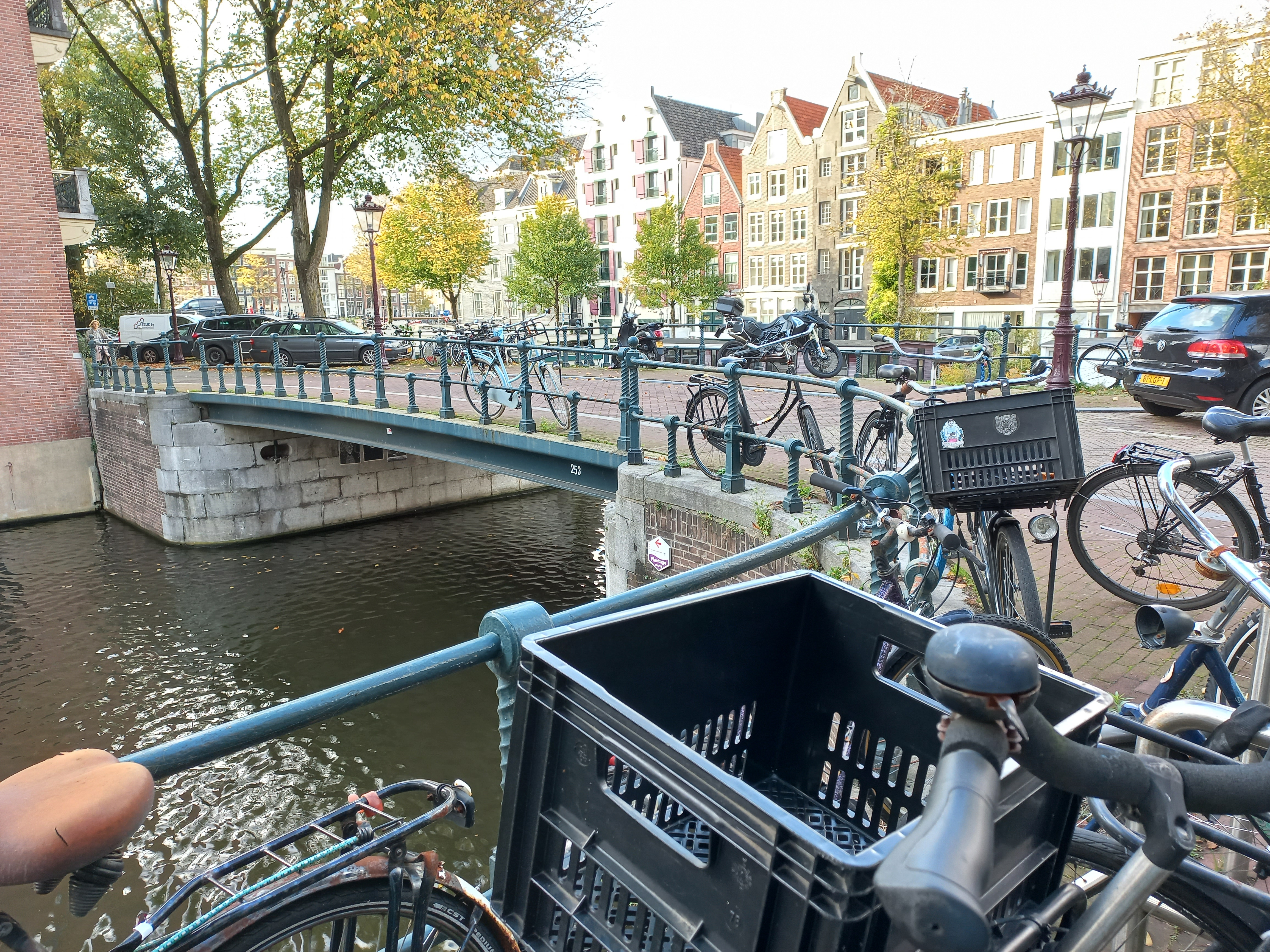
Brug 253 gezien vanaf Onbekendegracht (oktober 2022)

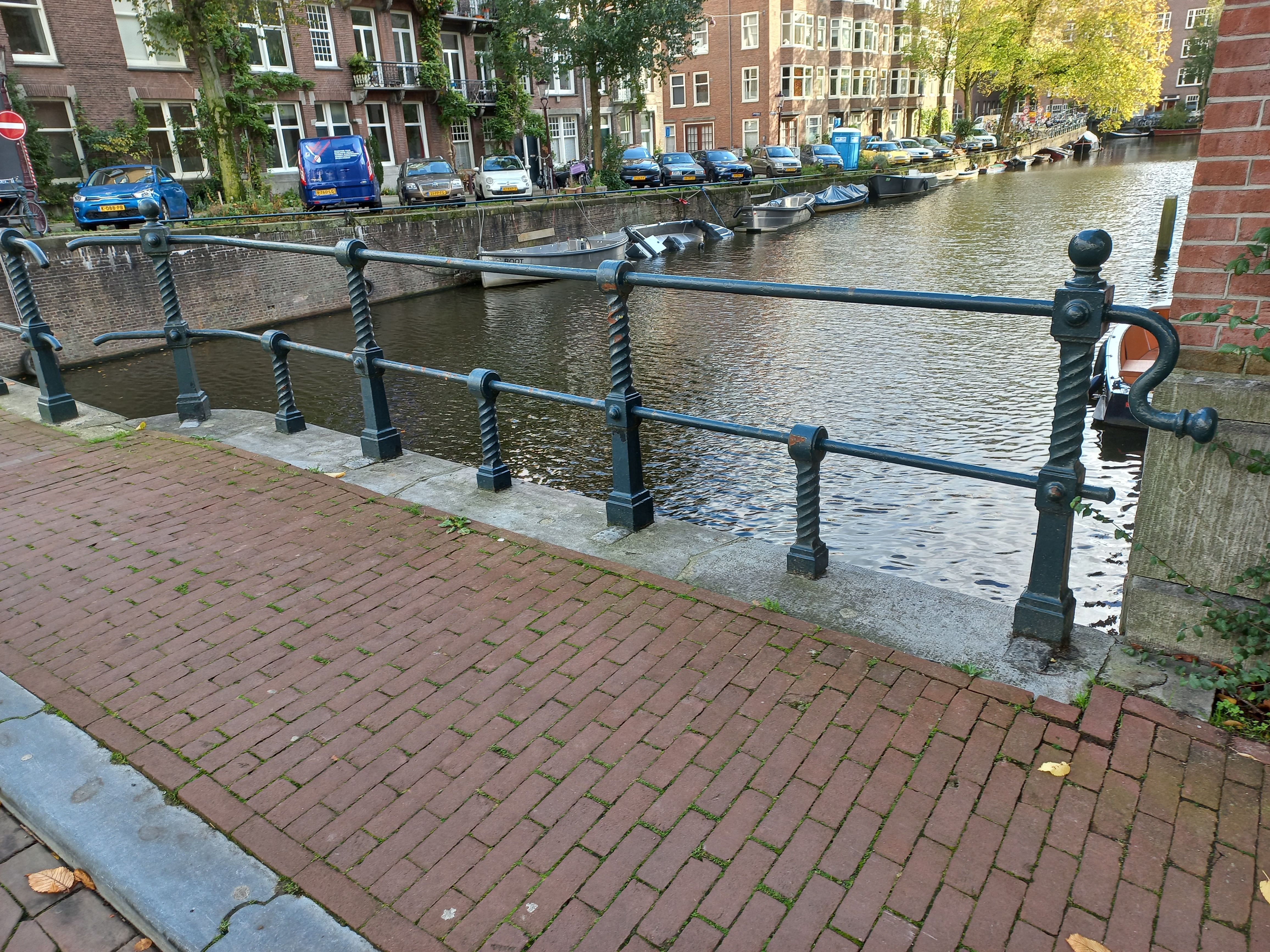
Balustrade en leuning (oktober 2022)

<<< · 200 · 201 · 202 · 203 · 204 · 205 · 206 · 207 · 208 · 209 ·  210 · 211 · 212 · 213 · 214 · 215 · 216 · 217 · 218 · 220 · 221 · 222 · 223 · 224 · 225 · 226 · 227 · 228 · 228P · 229 · 230 · 231 · 232 · 233 · 234 · 235 · 236 · 237 · 238 · 239 ·  240 · 241 · 242 · 243 · 244 · 245 · 246 · 247 · 248 · 249 ·  250 · 251 · 252 · 253 · 254 · 255 · 256 · 257 · 258 · 259 · 260 · 261 · 262 · 263 · 264 · 265 · 266 · 267 · 270 · 271 · 272 · 273 · 274 · 275 · 277 · 278 · 279 · 280 · 281 · 283 · 285 · 286 · 287 · 288 · 289 · 290 · 291 · 292 · 293 · 295 · 296 · 297 · 298 · 299 · >>>
Brugnummers 219, 268, 269, 276, 282, 284, 294 zijn niet (meer) in omloop.